# 牧场物语 起源的大地
《牧场物语 起源的大地》是一款由Marvelous AQL公司制作和发行的农村模拟类电子游戏。本游戏最初于2012年2月23日在日本地区任天堂3DS发行，後來於10月19日於北美發行和翌年9月20日於歐洲發行。
《牧场物语 起源的大地》主要叙述一个年轻的孩子经营回声农场的故事。
IGN给予本游戏8.3/10的分数。
本遊戲是系列北美發行商Natsume最後一款以「Harvest Moon」名義發行的作品，隨後改由Marvelous的北美分公司XSEED Games發行，並與歐版同時更名為「Story of Seasons」，而Natsume持有的「Harvest Moon」（豐收之月）命名權保留並繼續製作發行自己的系列作。